# Іцхак Шум
Іцхак Шум (івр. יצחק שום, нар. 1 вересня 1948, Кишинів) — ізраїльський футболіст, що грав на позиції флангового півзахисника. По завершенні ігрової кар'єри — футбольний тренер.

## Клубна кар'єра
Народився 1 вересня 1948 року в місті Кишинів, через десять років репатріювався з батьками в Ізраїль.
Вихованець футбольної школи клубу «Хапоель» (Кфар-Сава). Дорослу футбольну кар'єру розпочав 1966 року в основній команді того ж клубу, кольори якої і захищав протягом усієї своєї кар'єри гравця, що тривала цілих вісімнадцять років. Більшість часу, проведеного у складі кфар-савського «Хапоеля», був основним гравцем команди. У складі «Хапоеля» Іцхак ставав чемпіоном Ізраїлю і двічі вигравав кубок Ізраїлю.

## Виступи за збірну
1969 року дебютував в офіційних матчах у складі національної збірної Ізраїлю.
У складі збірної був учасником чемпіонату світу 1970 року у Мексиці, а також футбольного турніру Олімпійських ігор 1968 та 1976 років.
Протягом кар'єри у національній команді, яка тривала 13 років, провів у формі головної команди країни 78 матчів, забивши 10 голів.

## Кар'єра тренера
Розпочав тренерську кар'єру роботою з нижчоліговими ізраїльськими клубами «Маккабі Ша'аріїм» та «Бейтар» (Тель-Авів), після чого був асистентом головного тренера збірної Ізраїлю, паралельно з чим у 1998—2000 роках також очолював і молодіжну збірну Ізраїлю.
У 2001 році Іцхак Шум став головним тренером свого колишнього клубу «Хапоеля» (Кфар-Сава), а через рік, у 2002 році, Іцхак очолив «Маккабі» з Хайфи, яким до нього керував Аврам Грант. Багато в чому завдяки Іцхаку клуб зміг дійти до групового етапу Ліги чемпіонів сезону 2002/03, але здобувши лише дві перемоги в групі «Маккабі» зайняв 3 місце і відправився в Кубок УЄФА, де вибув в 1/16 фіналу, програвши грецькому «АЕКу» із загальним рахунком 8:1.
По закінченні сезону Іцхак вирушив до Греції, тренувати «Панатінаїкос». У Греції Іцхак пропрацював один рік, після якого очолив болгарський «Літекс» . У червні 2005 року Шум став головним тренером російського клубу «Аланія» Владикавказа, з яким пропрацював лише три місяці.
У 2006 році Іцхак тренував «Хапоель» з Тель-Авіва, а з 2007 по 2008 рік — єрусалимський «Бейтар».
Наразі останнім місцем тренерської роботи був кіпрський клуб «Алкі», головним тренером команди якого Іцхак Шум був до 2011 року.

## Титули і досягнення

### Як гравця
- Чемпіон Ізраїлю (1):

«Хапоель» (Кфар-Сава): 1981—82
- Володар Кубка Ізраїлю (2):

«Хапоель» (Кфар-Сава): 1974—75, 1979—80
- Срібний призер Азійських ігор: 1974

### Як тренера
- Чемпіон Греції (1):

«Панатінаїкос»: 2003—04
- Володар Кубка Греції (1):

«Панатінаїкос»: 2003—04
- Чемпіон Ізраїлю (1):

«Бейтар» (Єрусалим): 2007—08
- Володар Кубка Ізраїлю (1):

«Бейтар» (Єрусалим): 2007—08
- Володар Кубка Тото (1):

«Бейтар» (Єрусалим): 2009—10